# 破風 (電影)
《破風》（英語：To The Fore）是一部2015年林超賢執導的勵志运动電影，彭于晏、崔始源、竇驍、王珞丹領銜主演。该片讲述了四个年轻人加入单车队顶级赛事，在残酷激烈的竞争中，每个人都需要面对来自友情与爱情、名利与牺牲、个人与团队等方面的抉择与考验的故事。2015年8月6日开始在各地上映。是林超賢繼《魔警》後再度執導的長片。代表香港角逐第88届奥斯卡金像奖最佳外语片。台灣OTT平台LiTV 線上影視上架播出。

## 剧情
炫光队的韩籍车手郑知元（崔始源饰），新人仇铭（彭于晏饰）与邱田（窦骁饰）为他制造冲线机会。三人的完美配合，终战胜强敌幽灵队。然而，当郑知元以胜利者姿态领奖时，两人明白到王者，破风手始终只是破风手。
各人被胜败心魔所困，三人默契十足却同时被利益薰心，渐渐丧失团队精神。其后三人各散东西，各自有着不同经历。
再重遇，到底能否划破逆风，创造奇迹，谁会是最终的王者。

## 演員
| 演員     | 角色             | 介紹 |
| 彭于晏   | 仇銘             | 专业自行车运动员，一个浪漫有趣的男生，追求女生的手法花样百出，因性格弱点从人生高峰跌入事业谷底，遭遇事业和爱情的双打击，后与邱田、郑知元等队员一起克服自己的弱点，重新回到人生高点。 |
| 崔始源   | 鄭知元           | 一个在台灣发展的韩国车手，属于冷静的全能型车手，被人称为“冲线王”。他表面上冷酷寡言，实则为人有情有义。 |
| 竇驍     | 邱田             | 公路赛中的“破风手”，性格内敛又不乏丰满的个性，不论是梦想起航时的奋力拼搏，还是失意后，曾失败过，也犯过错，流落到韩国成为地下黑车手，最后，在仇銘的促使下，三人再度合作，在自我救赎中朝着梦想前进。 |
| 王珞丹   | 黃詩瑤           | 來自中國大陸的女子場地賽單車選手，獲台灣教練賞識，成為 Virgo 三級女子場地賽的車手。經過大半年的努力，她成為新冒起的女車手。但她得到肺栓塞，經過多次治療仍未完全根治，更令詩瑤對單車賽事產生陰影，一直未敢復出比賽。同一時間，詩瑤遇到仇銘和邱田，他們都很喜歡她，更在最失意時先後出手扶持替她渡過難關，令她重新踏上賽場。兩人都對她情義深厚，但她的心中最愛的只有一個人。 |
| 歐陽娜娜 | 陈意蕎           | 天生聪明可爱的小女孩，炫光车队大管家、一名14岁天才机械师兼任车队的副领队。 |
| 連凱     | 立哥             | 陈意荞的老爸、经营炫光车队、领队兼教练、俨然一副“魔鬼教练”的做派。 |
| 陳家樂   | Simon （陳偉文） | 赛车手，反派 受賄賂而在比賽中衝撞仇銘 |
| 柯淑勤   | 笑薇             | 仇銘的媽媽。 |

特別演出
- 魯伊·科斯塔[2]
- Mauro Gianetti（也兼顧米蘭比賽導演）
- 劉碧麗
- 歐錦棠 飾 馬先生
- 吳嘉龍
- 李善容
- 吴圣泰

## 音樂
| 曲別   | 歌名         | 演唱者 | 作詞   | 作曲   |
| 主題曲 | 你，有沒有過 | 林俊傑 | 林怡鳳 | 林俊傑 |

## 拍攝場景
台灣：
- 高雄：愛河、西子灣、壽山動物園、左營南門圓環、夢時代廣場、世界通貿中心、鼓山老街、元亨寺、國家體育場、高雄展覽館、橋頭糖廠旁鐵路平交道、橋頭老街、茉莉二手書店、Specilized、和好珈琲店
- 屏東：大鵬灣跨海大橋、吉美保育濕地、墾丁、屏東市場
- 嘉義：梅山三十六彎
- 台中：高美濕地、來來豆漿文創區[4]
- 南投：武嶺、清境農場
- 花蓮：太魯閣橫山隧道、太魯閣燕子口隧道、佳興冰果店、合歡山遊客服務中心、大禹嶺關原站、慈母橋、塔次基里溪、華祿橋、關興橋、關原橋
- 雲林
- 桃園：拉拉山大漢橋
- 台北：內湖美利達旗艦店
- 基隆：九份、金瓜石
- 新北市：瑞雙公路、北海岸

香港：香港單車館
中國大陸：
- 上海：外灘
- 甘肅：騰格里沙漠[4]

韓國：釜山
義大利：米蘭、布里安扎
瑞士：馬特洪峰

## 制作

### 前期准备
影片为了能够真实表现自行车赛手们的状态，演员们接受专业指导训练，导演不惜延长筹备时间，在剧组高雄大本营的2000平米库房中，此次有关自行车及装备的赞助品牌多达超过20家，由于片中涉及到公路赛和场地赛，所以本次的主要赞助方MERIDA为配合电影拍摄这次提供了至少有超过四百多部单车。除了惊人数量的比赛用自行车之外，包括骑行服、卡鞋、头盔、眼镜、码表等部分的制作，包括导演朋友们的公司更是令其本身的产品全线停工，来专门帮剧组缝制专业赛车服，导演林超贤直言：没想到这次比之前《激战》还要复杂，有太多的部分需要准备。

### 拍摄历程
电影《破风》为了达到最佳拍摄效果，该片拍摄跨越数地取景于中国大陆、台湾、韩国、意大利等地拍摄。跨越117900公里，动用大量航拍(Leaderfly 台灣空中攝影導演-蔡嘉嶺 Andy Tsai)，共邀请了1404个专业车手，骑行拍摄过程中摔伤多达80多人，从2014年6月台湾开机到10月上海杀青，拍摄期间正值炎热酷暑，而且很多都是在户外拍摄。

### 前期宣传
- 2014年12月16日，影片《破风》首发启程版海报，宣传口号“2015风在前无惧”[9]。
- 12月18日，片方在北京举行启程定档发布会上，宣布影片于2015年暑期档上映[10]。
- 2015年4月8日，片方发布骄阳版海报及终极版预告，影片宣布内地定档8月7日[11]。
- 5月16日，《破风》导演林超贤携主演陈家乐等人开启全国8城“骑行进校园”活动[12]。
- 6月4日，影片发布了“冲线版”海报[13]。6月14日电影《破风》在上海举办“青春赛场”发布会[14]。
- 7月15日，片方公布一支《破风大数据全宇宙版》视频和一款“荣誉版”海报[15]。
- 7月23日，发布了一款为IMAX版本定制的海报[16]。
- 7月29日，《破风》重磅曝光终极预告和终极海报，同时宣布上映时间由原来的8月7日0点提前至8月6日18点[17]。
- 8月2日，《破风》在北京举行全球首映礼，成龙、谢霆锋助阵[18]。

### 幕后花絮
- 为了在体型和技术演员们每天11个小时的魔鬼式训练。
- 彭于晏更曝料训练期间把香港所有的山骑遍了，每天要骑120公里[19]。
- 导演有时还会不自觉地手拿“教鞭”跟彭于晏讲戏，严肃认真堪比“魔鬼教官”。
- 王珞丹每天要练习50次冲刺训练，20秒冲刺40秒休息，练到30次的时候就特别想哭，练到50次的时候就想吐了[20]。
- 片方透露，陈家乐是在拍摄影片时发生摔车意外，被确诊为锁骨骨折[21]。
- 窦骁说到自己的摔车的历史在影片中统计自己已经摔了11次，最严重的两次把头盔都摔碎了[22]。
- 片方透露上海拍摄的艰辛，发生爆胎与连环车祸事件，最惨烈当属韩国男演员崔始源，在陆家嘴圆环骑第一趟就惨遭洒水车夹击而摔车见红。
另一位遭遇意外的是香港男演员陈家乐，这是他继台湾车祸送医后再度发生摔车意外[23]。
- 《破风》剧组为了在意大利雪山取景拍摄每次要经过4小时的车程才能到达[24]。

## 评价
影片《破风》不仅题材内容新颖、故事情节、节奏也是让人肾上腺飙升,演员们用自己的‘血’与‘肉’演这部运动片，影片中在42度的腾格里沙漠，还是峰回路转的梅山36弯，紧张刺激令车阵布局独特，节奏感特别强，将大家熟悉的单车骑行拍出了极限运动的感,高速摄影、近距离拍摄的镜头非常棒，速度感拿捏得特别到位，是电影艺术与电影工业的结合，建立了华语电影工业新标杆。（新华娱乐评）
《破风》一股阳刚健康的青春气息，不矫情、够热血，影片的青春热血沸腾的同时,演员们演绎出来的“破风”精神认真、勇敢纯粹所感动,导演利用场景和服装颜色，把一部自行车题材的电影画面拍淋漓尽致。（搜狐娱乐评）
《破风》电影的整体节奏始终快速而紧凑，亦保证了观影全程的持续紧张感。随着赛程的逐渐推进，情节流也水到渠成地完成了通向高潮的一步步跨越。而对人物情感的铺陈，则穿插于各次比赛的进程中间，两条线索相映生辉交替前进。中各个人物之间的关系，其实包罗着纯真美好的恋爱、惺惺相惜又彼此较劲儿的兄弟情、对父母伴随着叛逆的依恋，以及师生间的给予与报答等非常丰富的感情元素。但电影对每一种情愫的表达，又都相当节制和精炼。由于故事中每一个情感点都具备很高的浓度和必要性，所以相比于时下一些因过分强调、反而使情感泛化的青春电影，《破风》不矫饰、不做作的叙述风格更为清新自然，也更有让人充满力量、热血沸腾的青春感觉。（北京日报评）

## 製作團隊
- 協助拍攝：華宇國際娛樂有限公司、新北市協助影視拍攝與發展中心、高雄市政府文化局拍片支援中心
- 台灣地區製片：林勝國

## 票房
中国大陆首周三天收获7000万人民币列第四位，最终累计1.45亿。
台灣票房獲得新台幣1億元

## 獎項
| 年份 | 頒獎典禮             | 獎項       | 獲提名                 | 結果 |
| ---- | -------------------- | ---------- | ---------------------- | ---- |
| 2015 | 第7屆澳門國際電影節  | 最佳導演   | 林超賢                 | 提名 |
| 2015 | 第7屆澳門國際電影節  | 最佳男主角 | 彭于晏                 | 提名 |
| 2015 | 第7屆澳門國際電影節  | 最佳女主角 | 王珞丹                 | 提名 |
| 2015 | 第7屆澳門國際電影節  | 最佳女配角 | 歐陽娜娜               | 提名 |
| 2015 | 第7屆澳門國際電影節  | 最佳攝影獎 | 陳楚強                 | 提名 |
| 2016 | 第35屆香港電影金像獎 | 最佳攝影   | 陈楚强                 | 提名 |
| 2016 | 第35屆香港電影金像獎 | 最佳剪接   | 陈祺合、潘雄耀、彭正熙 | 提名 |

## 外部連結
- 破風的Facebook專頁
- 破風的新浪微博
- 《破風 （页面存档备份，存于）》在香港雅虎的電影頁面（繁體中文）
- Yahoo奇摩電影上《破風》的資料（繁體中文）
- 開眼電影網上《破風》的資料（繁體中文）
- 时光网上《破風》的資料（简体中文）
- 豆瓣电影上《破風》的資料 （简体中文）
- 香港影庫上《破風》的資料（繁體中文）
- 互联网电影数据库（IMDb）上《破風》的资料（英文）
- Leaderfly粉絲團的Facebook專頁
- Leaderfly專業空中攝影官方網站 （页面存档备份，存于）